# Jordi Costa Garcia
Jordi Costa i Garcia (Barcelona, 1977) és un periodista esportiu català. Va estudiar periodisme a la Universitat Ramon Llull i a la Facultat de Comunicació i Relacions Internacionals Blanquerna.
Va començar l'ofici a Ràdio Gràcia. Posteriorment va treballar durant 12 anys al departament d'esports de RAC1, on va destacar com a analista d'El Barça juga a Rac1. Actualment, s'encarrega de presentar, juntament amb la Sònia Gelmà, el programa esportiu Tot costa de 19:00-21:00 a Catalunya Ràdio.
Publica setmanalment un article al Diari Ara, també ho fa al diari Sport i col·labora esporàdicament a programes d'Esport 3.